# Autobahnbrücken Ljubljana-Rudnik
Die Autobahnbrücken Ljubljana-Moste sind zwei 1988 eröffnete, parallele Brücken im Verlauf der Avtocesta A1 (und der Avtocesta A2, die auf diesem Abschnitt einen gemeinsamen Verlauf haben) über den Fluss Ljubljanica nördlich der Mündung des Flüsschens Iščica in Ljubljana, der Hauptstadt Sloweniens.
Sie verbinden die Laibacher Stadtbezirke Rudnik und Trnovo als südliche Umgehungsstraße von Ljubljana.

## Beschreibung
Das Tragwerk besteht aus vorgefertigten Stahlbeton-Spannkastenträgern über sechs Felder mit einer Stützweite von 24,5 + 25,0 + 33,0 + 25,0 + 25,0 + 24,5 m. Die Gesamtlänge beträgt 158,20 m. Der Kreuzungswinkel beträgt 83º. Die Fahrplatte besteht aus Stahlbeton mit einer Dicke von 20 cm. Jede der Brücken hat eine Fahrbahnbreite von 11,20 m (2 Fahrspuren von je 3,75 m und eine 3,0 m lange Seitenstreifen- und Randlinie) und Wartungskorridore von 1,90 m und 1,35 m Breite. Das Bauwerk ruht auf vorgefertigten Stahlbetonpfählen, die bis zu einer Tiefe von ca. 30 m in den sumpfigen Untergrund gerammt wurden. Unter dem Gebäude verläuft eine Gasleitung. Die Autobahn ist als vierspurige Straße mit einem Zwischenstreifen und zwei Pannenstreifen gebaut.